# 5877 Toshimaihara
5877 Toshimaihara este un asteroid din centura principală, descoperit pe 23 martie 1990, de Eleanor Helin.